# Most Mifoli
Most Mifoli (albánsky Ura e Mifolit) je bývalý silniční most, který se nachází v jižní Albánii, poblíž vesnice Fitore. Most z první poloviny 20. století byl historicky prvním přes řeku Vjosa, který byl vybudován v dobách modernizace země v meziválečném období. Je nápadný díky jednomu betonovému oblouku, který navazuje na příhradové konstrukce z obou směrů. Je dlouhý 150 m. Stojí celkem na šesti pilířích, dva nejmasivnější podpírají dominantní oblouk.
Obloukový most překonává řeku Vjosu. Most z 30. let 20. století je ve špatném technickém stavu. a několikrát hrozilo jeho zřícení. Z železobetonové konstrukce odpadly části mostu a odhaleny jsou železné prvky stavby. Až do 80. let 20. století byl intenzivně využíván pro dopravu a byl jedinou spojnicí přes řeku Vjosu v oblasti. Po politických změnách po roce 1991 byly v lokalitě vybudovány nové mosty. Starý most tak slouží pouze pro místní dopravu pro pěší. 
V roce 1997 během nepokojů v Albánii byl most podminován. 
Úrovně vozovky mostu dosáhla řeka Vjosa během řady povodní, přesto most samotný nebyl žádnou z těchto mimořádných událostí vážněji poničen nebo stržen. 
V současné době již most neslouží pro běžnou dopravu, v jeho blízkosti bylo vybudováno moderní přemostění, které zajišťuje dopravní propojenost nedalekých albánských měst. Po proudu řeky Vjosy se nachází dále most dálnice A2, který odpovídá potřebám pro dopravu v směru původního mostu.